# 48 ore per non morire
48 ore per non morire (Rage) è un film messicano-statunitense del 1966 diretto da Gilberto Gazcón.

## Trama
Un uomo morso da un cane rabbioso nel deserto deve trovare aiuto prima che sia troppo tardi.